# Tilray
Tilray es una empresa canadiense de medicamentos y cannabis, fundada en los Estados Unidos con sede en Toronto, Ontario. Tilray también opera en Australia, Nueva Zelanda, Alemania, Portugal e Hispanoamérica.

## Historia
Tilray fue fundada en 2013. Originalmente fue una escisión de la empresa Privateer Holdings, con sede en Seattle. Tilray fue el primer productor de cannabis medicinal en América del Norte en recibir el certificado GMP en diciembre de 2016. En julio de 2018, la compañía se convirtió en la primera productora de cannabis en entrar en la bolsa NASDAQ bajo el símbolo TLRY. En septiembre de 2018, Tilray triunfó como primera empresa de cannabis canadiense en exportar cannabis medicinal a los EE. UU. para un ensayo clínico. En diciembre de 2018, la empresa firmó un acuerdo con el subsidiario de Novartis, llamado Sandoz para vender, distribuir y comercializar productos junto a Tilray de cannabis medicinal que no se fuman a nivel mundial. El 19 de junio de 2018, Tilray anunció que abriría High Park Company, centrado en el mercado de cannabis recreativo para adultos, para convertirse en el único mercado de marcas para adultos en Canadá tras su legalización.

## OPV
Tilray hizo historia por ser la primera empresa de cannabis que entró en bolsa en EE. UU. en julio de 2018. TLRY debutó en NASDAQ a un precio de 17 dólares por acción, y aumentó súbitamente en septiembre de 2018 a 214 dólares por acción para posteriormente caer hasta los 29 dólares por acción en agosto de 2019.

## Exportaciones y operaciones globales
Tilray posee y opera con filiales de todo el mundo para el mercado de cannabis medicinal en las jurisdicciones donde esta droga es legal y regulada: 
- Tilray Inc. en Toronto, Ontario.
- Tilray Deutschland GmbH en Berlín, Alemania.
- Tilray Portugal Unipessoal, Lda. en Cantanhede, Portugal. Unas instalaciones de 22,29 millones de dólares, que incluyen zona interior, exterior, casa verde de cultivos, laboratorios de investigación, zonas de procesado, embalaje y distribución para cannabis medicinal. El campus de la UE tiene un certificado GMP[16] y cubre 5,9 acres.[17]
- Tilray Australia New Zealand Pty. Ltd. en Sídney, Australia
- High Park Farms, Ltd. en Enniskillen, Ontario es una filial perteneciente a Tilray Inc, que cultiva cannabis principalmente para el mercado adulto de uso recreativo en Canadá.[18]
- High Park Holdings Ltd. en Londres, Ontario es una filial perteneciente a Tilray Inc, que procesa, distribuye e investiga para High Park Farms y High Park Company.[19]